# 마다가스카르섬
마다가스카르섬은 인도양에 있는 아프리카의 나라 마다가스카르를 이루고 있는 섬이다. 이 섬은 마다가스카르 전체를 나타내며 마다가스카르에서 가장 큰 섬이다.